# Stefanie Drese

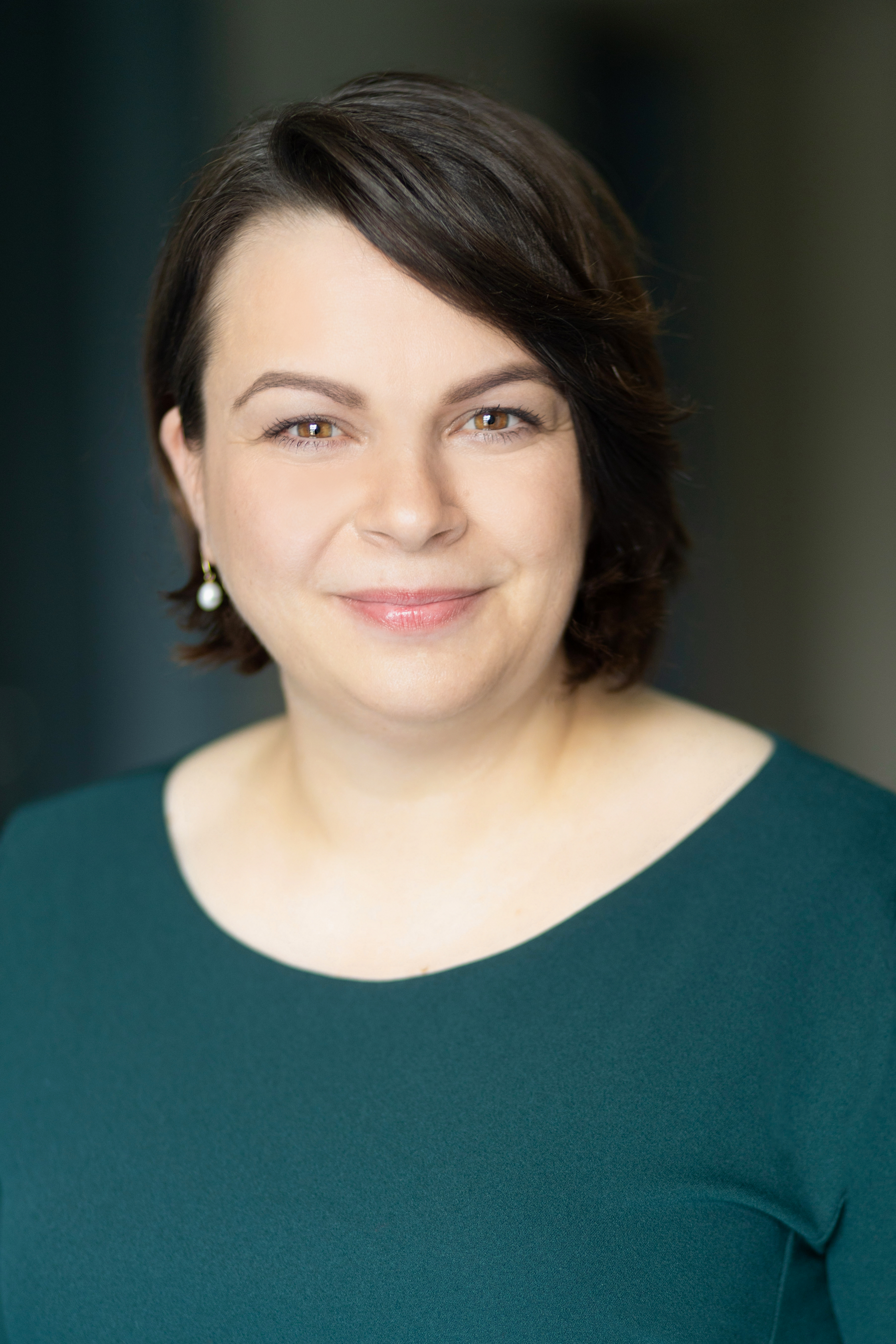
Stefanie Drese (2022)

Stefanie Drese (* 9. Dezember 1976 in Rostock) ist eine deutsche Politikerin (SPD) und Rechtsanwältin. Sie ist seit 2011 Abgeordnete im Landtag von Mecklenburg-Vorpommern und seit 2021 Ministerin für Soziales, Gesundheit und Sport des Landes Mecklenburg-Vorpommern.

## Biografie
Stefanie Drese studierte von 1995 bis 2000 an der Universität Rostock Jura. Nach dem Referendariat am Landgericht Mühlhausen 2000 bis 2002 war sie ab 2003 als Rechtsanwältin mit dem Schwerpunkt Strafrecht tätig.

## Politik
Stefanie Drese trat 2003 in die SPD ein. Sie hatte von 2005 bis 2009 den Vorsitz im Ortsverein Bad Doberan inne, von 2008 bis 2010 auch den im Kreisverband Bad Doberan, seit 2011 im Kreisverband Mittleres Mecklenburg. Dem Kreistag Bad Doberan gehörte sie seit 2009 an, seit 2010 als Fraktionsvorsitzende. Bei der Landtagswahl am 4. September 2011 erhielt sie im Landtagswahlkreis Bad Doberan I ein Abgeordnetenmandat, das sie 2016 und 2021 verteidigen konnte.
Am 24. Oktober 2011 wurde sie zur stellvertretenden Fraktionsvorsitzenden gewählt. Seit dem 1. November 2016 war sie Ministerin für Soziales, Integration und Gleichstellung des Landes Mecklenburg-Vorpommern. Am 15. November 2021 wurde Drese im Kabinett Schwesig II zur Ministerin für Soziales, Gesundheit und Sport ernannt.

## Weiteres
Als erstes Mitglied einer Landesregierung Mecklenburg-Vorpommerns betreibt Drese einen eigenen Podcast.